# Porphyrinia confusa
Porphyrinia confusa là một loài bướm đêm trong họ Noctuidae.